# Síntesis total
En principio, una síntesis total es la síntesis química completa de moléculas orgánicas complejas a partir de piezas más simples, generalmente sin la ayuda de procesos biológicos.
En la práctica, estas piezas más pequeñas están disponibles comercialmente en cantidades brutas o semibrutas, y frecuentemente son precursores petroquímicos. Algunas veces se usan productos naturales brutos (por ejemplo, azúcares) como materiales iniciales, y se asume que han sido o pueden ser sintetizados a partir de sus elementos constituyentes. Las moléculas objetivo pueden ser productos naturales, ingredientes activos medicinalmente importantes, o compuestos orgánicos de interés teórico en química o biología. Una nueva ruta de síntesis es desarrollada en el curso de la investigación, y la ruta puede ser la primera desarrollada para la sustancia.
La primera demostración de una síntesis total orgánica fue la síntesis de la urea por Friedrich Wöhler en 1828, que demostró que las moléculas orgánicas pueden ser producidas a partir de precursores inorgánicos, y la primera síntesis total comercializada fue la síntesis y producción industrial del alcanfor de Gustaf Komppa en 1903. Los primeros esfuerzos se enfocaron en construir sustancias químicas que fueron extraídas de fuentes biológicas, y en usarlas para verificar sus actividades biológicas -- de este modo, la síntesis total estuvo asociada con la refutación del vitalismo. Al hacerse más sofisticada la biología y la química, el objetivo primario de la síntesis total cambió, aunque algunas síntesis totales continúan siendo herramientas para la verificación biológica, por ejemplo si un compuesto contiene estereoquímica ambigua, o para crear análogos ("mutaciones químicas") para afectar o mejroar el mecanismo de la actividad biológica.
Hoy en día, la síntesis total suele ser justificada como un terreno de juego para el desarrollo de nuevas reacciones y rutas químicas, y enfatiza la sofisticación de la moderna química orgánica sintética. Algunas veces, la síntesis total inspira el desarrollo de nuevos mecanismos, catalizadores, o técnicas. Finalmente, dado que un proyecto de síntesis total suele abarcar una variedad de reacciones, sirve para preparar a los químicos en la química de procesos, donde es necesario un conocimiento enciclopédico de las reacciones químicas, y un sentido fuerte y preciso de la intuición química.

## Ejemplos
Ejemplos clásicos son la síntesis total del colesterol, cortisona, estricnina, ácido lisérgico, reserpina, clorofila, colchicina, vitamina B12 y prostaglandina F-2a por el ganador del Premio Nobel Robert Burns Woodward, entre 1945 y 1976. Otro clásico es la síntesis total de la quinina, que tiene una historia de 150 años. En algunos casos, las estructuras de las moléculas asignadas por métodos espectroscópicos mostraron ser equivocadas, cuando se realizó la síntesis.
Elias James Corey ganó el Premio Nobel de Química en 1990 por logros de toda la vida en la síntesis total y el desarrollo del análisis retrosintético. En el 2005, el grupo de Corey publicó una síntesis total de la aflatoxina, y en el 2006 una síntesis total del oseltamivir.